# KSnapshot
KSnapshot é um aplicativo para capturar imagens da tela para a suíte de aplicativos do Ambiente de desktop KDE, criado por Richard J. Moore, Matthias Ettrich e Aaron J. Seigo em Qt e C++.
O KSnapshot permite que os utilizadores especifiquem atalhos de tecla para capturar uma imagem da tela toda, uma porção selecionada, uma janela ou apenas uma parcela de uma janela. Utilizadores podem escolher salvar a imagem em uma variedade de formatos, copiá-la para a área de transferência ou abri-lá diretamente com o programa associado com o formato utilizado pelo arquivo de imagem.
Um aplicativo equivalente para o ambiente de desktop GNOME é o gnome-screenshot.